# Kagomogomo (vattendrag i Burundi, Mwaro)
Kagomogomo är ett vattendrag i Burundi.   Det ligger i provinsen Mwaro, i den centrala delen av landet, 50 kilometer öster om huvudstaden Bujumbura.
Omgivningarna runt Kagomogomo är en mosaik av jordbruksmark och naturlig växtlighet. Runt Kagomogomo är det tätbefolkat, med 411 invånare per kvadratkilometer.